# VK Kvarner Opatija (žene)
Ženska sekcija vaterpolskog kluba "Kvarner" iz Opatije, Primorsko-goranska županija je počela s djelovanjem 1987. godine. Ekipa se natjecala i pod nazivima "Kvarner Express", "Key", "KEY", "KEI". Sudjelovala je u prvenstvu Hrvatske (koje je bilo istovremeno i prvenstvo Jugoslavije), a glavne protivnice su bile članice "Jadrana" iz Splita, s kojim se natječu za prvaka Hrvatske do 1990. godine, kada na nekoliko godina dolazi do zamiranja ženskog vaterpola u Hrvatskoj.

## Uspjesi
Prvenstvo SR Hrvatske
- prvakinje: 1990.
- doprvakinje: 1988., 1989.

## Unutrašnje poveznice
- Opatija
- Vaterpolski klub Kvarner